# Miedwieżyki
Miedwieżyki [mʲɛdvʲɛˈʐɨkʲi] (en ukrainien: Медвежики, Medvezhyky) est un village polonais de la gmina de Milejczyce dans le powiat de Siemiatycze et dans la voïvodie de Podlachie. Il se situe à environ 10 kilomètres à l'est de Milejczyce, à 29 kilomètres à l'est de Siemiatycze et à 69 kilomètres au sud de Białystok. 